# نجمة ضد قوى الشر
نجمة ضد قوى الشر (بالإنجليزية: Star vs. the Forces of Evil)‏ هو مسلسل رسوم متحركة أمريكي من تأليف دارون نيفسي ومن إنتاج أستوديوهات ديزني للرسوم المتحركة التلفزيونية، تم بثه لأول مرة على قناة ديزني في 18 يناير 2015 و عرض لاحقا على قناة ديزني إكس دي في 30 مارس 2015. تم إنشاء المسلسل من قبل دارون نيفسي والتي عملت على لوحات القصص لعدة مسلسلات سابقًا تضمنت واندر عبر المجرات ومسلسل روبوت ومونستر. تعتبر دارون هي ثاني أمراة تقوم بعمل مسلسل ضمن ستوديوهات والت ديزني للرسوم المتحرّكة التلفزيونية من بعد سوي روز، وأولهم لإنتاج مسلسل لصالح قناة ديزني إكس دي. تم تجديد المسلسل من قبل شركة ديزني في 12 فبراير عام 2015 ،والذي عرض بداية من 11 يوليو 2016. تم تجديده لموسم ثالث أيضًا في 4 مارس 2016 وموسم رابع عقب عرض آخر حلقات الموسم الثاني في 28 فبراير 2017.

## القصة
يحكي المسلسل قصة نجمة، أميرة بعد ومملكة ميوني وملكتها المستقبلية ووحيدة أبويها ذات الأربعة عشر عامًا، والتي يتم إرسالها للأرض كنوع من التدريب من قبل أبويها على أستخدام عصاها السحرية وتوظيفها بشكلٍ صحيح بعد أساءة إستخادمها لها عقب تسلمها في عيد مولدها الرابع عشر حسب تقاليد ميوني، لتنضم نجمة لمدرسة إكو كريك المتوسطة، للتلقى دراستها كفتاة عادية وتعيش مع مرافقها طوال أحداث المسلسل ماركو دياز في منزل عائلة دياز.
تتابع أحداث المسلسل ما يحصل لنجمة عقب إرسالها للأرض، والمغامرات المختلفة التي تخوضها برفقة صديقها ماركو، وتدريباتها المختلفة على يد جلوسوريك مدرب أميرات وملكات ميوني اللواتي آتو من قبلها.

## الأحداث
- نجمة تأتي إلى الأرض (بالإنجليزية: Star Comes to Earth)‏
 هي الحلقة الأولى من مسلسل نجمة ضد قوى الشر وتعرض كالجزء الأول المكون من 11 دقيقة من الحلقة الأولى للمسلسل تبدأ الحلقة مباشرة عقب أغنية البداية بتعريف شخصي لنجمة عن نفسها متحدثة عن أنشطتها المجنونة المختلفة وكيف قد جاء يوم مولدها الرابع عشر الذي ستتلقى فيه عصاها السحرية كجزء من التقاليد الملكية. تدخل نجمة إلى القصر ممطيةً حصانًا في تطلع ولهفة لتحصل على العصا. تتلقى نجمة تحذيرًا من والدتها الملكة موون بكون هذة العصا مسئولية كبرى ويجب منعها من الوقوع في أيد الأشرار. غير مباليةً تأخذ نجمة العصا مشيدةً بتحملها المسئولية. فتتسبب لاحقًا ببعض الكوارث مما يستدعي أهلها لإرسالها إلى بعد أخر يدعى الأرض. حيث تنتقل معهما نجمة مودعةً ميوني ويتبعها أحد أتباع شرير الموسم الأول لودو. عقب وصول نجمة لكوكب الأرض، يعفد الملك ريفر والملكة موون مع مدير المدرسة طلب دخول نجمة لمدرسة إكو كريك وإيجاد مرافق لها مقابل صندوق من الذهب. يختار المدير الفتى الحرص ماركو دياز ليكون رفيقًا لها. تدور الحوارات بين نجمة وماركو ويحدثها ماركو عن كم هو حريص فتعترف له نجمة بكونها أميرة سحرية من بعدٌ أخر. يهلع ماركو من تعاويذ نجمة ويفر هاربًا إلى المنزل ليلتقي بها مرة أخرى عقب معرفته بأمر حياتها معه في منزله كجزء من برامج التبادل الطلابي. تبدأ نجمة في نشر تعاويذها حيث تقوم بإنشاء حفنة من الكلاب اللتي تطلق أشعة الليزر من عيونها وتنتقل لإعداد غرفتها بالسحر. بينما تفسد لماركو غرفته القصة وتجعله يصاب بوقوعه على أشواك الصبار، فيهرب بعيدًا ويلازم باب أحد المحلات كالمشردين. تأتي نجمة محاولة مصالحته قائلةً إنه إذا رغم في عودتها لميوني ستعد حقابئها وترحل. يقابلان في هذا الوقت لودو وأتباعه حيث تدور بينهم العديد من المشانحات التي تظهر فيها مقدرة ماركو على القتال. بعد تلك المشاحنات وعقب انتصارهم على لودو وأتباعه تبدأ علاقتهما في التغير للجانب الأفضل.
- حفلة مع بوني (بالإنجليزية: Party with Pony)‏
تبدأ الحلقة فور نهاية حلقة نجمة تأتي إلى الأرض كونها الجزء الثاني من الحلقة الأولي وتظهر في وقت مسائي، حيث يعرض ماركو على نجمة الناتشوز اللتي يقوم بإعدادها، مما يبهر نجمة لعدم كونها معتادة على طعام الأرض أو الطعام الإسباني. عقب ذلك يسمع كلاهما صوت دق جرس باب المنزل فينطلق ماركو لفتح الباب ويفقد وعيه عقب رؤيته رأس حصانٍ أنثى طائرة. فور سماع نجمة هذا الثوت تنطلق لترى وتكتشف زيارة أفضل صديقاتها في ميوني بثينة. ينطلق ثلاثتهما للاحتفال خارج الأرض عن طريق مقص بثينة البعدي الذي يسمح لهم بالتنقل عبر الأبعاد -والذي سرقته من هيكابو وجعلت نجمة تظن أنها أُهديت إياه- ويذهبان معًا إلى منطقة تدعى باونس لاونج حيث يمرحان معًا ويتلقتا الصور بينما تهدد بثينة ماركو بقتله أن لم يبتعد عن صديقتها نجمة نظرةً لغيرتها منه. تتابع الأحداث ويقرران ثلاثتهما الانتقال لبعد أخر عقب مجيء بعض الرجال إلى الباونس لاونج (بالإنجليزية: Bounce Lounge)‏ فينتقلان لبعد ألعاب الفيديو حيث يذهل ماركو بكم تلك الألعاب وينطلق لمحاربة بثينة في لعبة الفارس والحصان. بينما تذهب نجمة لإحضار بعض المثلجات. عقب تتبع هؤلاء الرجال لهم في عالم ألعاب الفيديو تسرع بوني لإصطحاب نجمة بعيدًا لبعدٍ أخر تاركين ورائهم ماركو. يعودون له من جديد عقب اكتشاف نجمة هذا. ليكتشفا أن الرجال قد قبضوا على ماركو وأجبروه على الاعتراف بمكان بوني. تنطلق بوني ونجمة لمحاربتهم بكل ما أستطاعا، وبعد ذلك ينتقل ثلاثتهم لمحاربتهم والفرار منهم حاى يكتشفوا أن هؤلاء أرسلهم الملك بثينة، نظرًا لرغبته في إرسال بوني لمدرس القصيص أوجلا الإصلاحية للأميرات المشاغبات، الشبيهة بسجن للأميرات. تضطر بثينة للذهاب تاركة مقصها البعدي المسروق مع نجمة كي يمكنهما العودة. يعودان ماركو ونجمة سويًا وتنتهي الحلقة بتناولهما الناتشوز.
- صانعة التوافق (بالإنجليزية: Match Maker)‏
هي الجزء الأول من ثاني حلقات نجمة ضد قوى الشر وتحكي حكاية تحويل نجمة معلمتها سكلنيك إلى وحش في محاولتها لجعلها فتاة فاتنة.
- روح المدرسة (بالإنجليزية: School Sipirt)‏
 هي الجزء الثاني للحلقة الثانية من الموسم الأول نجمة ضد قوى الشر. تبدا الحلقة في عرضها الأول فور نهاية بث حلقة صانعة التوافق بنجمة وماركو في حدث تشجيعي بملعب مدرستهم لكرة القدم الإمريكية حيث تشيد نجمة بحماسها الشديد لمشاهدة هذا الحدث المتميز بالنسبة لها. ينتقل المشهد إلى مدير المدرسة ممسكًا بمايكفرون ومتحدثًا عن كون الفتاة بريتني غدت رئيسة فريق التشجيع مؤكدًا أن هذا لا يمت بصلة لتبرعات والدها الضخمة للمدرسة. تظهر بريتني وونج بعد ذلك لتعلن ظهور جالب حظ الفريق في زي أبوسوم كونه رمز الفريق وشعاره. ينتقل المشهد إلى ماركو الذي يلاحظ تغيب جالب الحظ الأصل فينبهه صديقه على كون الأبوسوم الحقيقي سيتغيب للأبد. يلاحظ ماركو كون جالب الحظ هو صديقه الضخم فرجسن في زي أبوسم. تدور حوارات بين ماركو وصديقه ألونزو حيث يقول ألونزو أنهم مقدمين على محاربين من يعرفون بأسم الووريورز وأنهم أعتادوا على فتكهم كل عام. فور سماع نجمة أمر الفتك يدور في ذهنها كونه فتكًا حقيقيًا وليس مجرد انتصار في كرة القدم الأمريكية. تنتقل نجمة سريعًا كي تعدد خططها الخاصة للانتصار على الووريورز. وينتقل ماركو لمحاولة حماية فرجسن من خطر خطفه من قبل الفرسان كما أعتادوا أيضًا كل عام. تأتي نجمة خلف ماركو لتسأله عن ما تفعل لمنع حدوث خسائر لفريقهم فيجيبها بعنصر المفاجأة، والقنابل. تنطلق نجمة لفريق التشجيع متسألة عن ما حضروه من إستعدادات لمحاربة الووريورز، حيث أجابتها بريتني بخطتهم الخاصة بتشتيت الفريق المنافس بحركات هز مؤخرات عضوات فريق التشجيع بمدرسة إكو كريك. تنتلق نجمة في التشكيك في قيادة بريتني وتحكي بعض الحكايات من طفولتها عن تعيين الحرس الملكي لها كلجساء. فتنطلق بريتني مسرعة لطردها وتنتقل نجمة لجمع بعض المعدات والقطط لتحويلهم بقواها السحرية. في نفس الوقت يعطي ماركو لفرجسن صافرة يصفر بها فور أي خط يحيط به فيعلن فرجسن رفضه ليشتعل شجار بينهم. في نهاية الحلقة يأتي وقت المبارة وتظهر نجمة بشكل غريب ومنجون حيث تخبر ماركو بتفخيخها كل الساحة. ليجيبها ماركو متفاجئا من أخذها تعبيرهم المجازي بشكل حرفي. فينطلقان سويًا محاولان حماية كل اللاعبين من الأخطار. تنتهي الحلقة تمامًا بأنسحاب الووريورز فيفوز عليهم فريق الأبوسوم الرأئع التابع لمدرسة أكو كريك ويخططف ماركو طائرا عملاق.
- النهايه

تدمير السحر مع الملكات

## الشخصيات
- نجمة الزاهية (بالإنجليزية: Star Butterfly)‏ بطلة المسلسل هي فتاة من عمر الرابعة عشر عامًا، والتي تحصل على في عيد ميلادها الرابع عشر على الصولجان الملكي ذا القوى السحرية والذي يعتبر جزئًا من تراث مملكة ميوني، ونظرًا لعدم تحملها مسئوليتها تنتقل من بعدها ميوني إلي البعد المتواجد فيه كوكب الأرض بقرار من أبويها كتدريب لها على التحكم في قواها السحرية كونها أميرة ميوني وملكتها المستقبلية كأحد الطلاب الأجانب ضمن برامج التبادل الطلابية.تعيش نجمة في منزل العائلة أسبانية الأصول المدعوة عائلة دياز وأبنهم من نفس عمر نجمة ماركو دياز. حيث تستمتع بقضاء وقتها بعيدًا عن ضغط عائلتها في رغبتهم الملحة بكونها أميرة مثالية لبعدها. ويقوم بتدريبها على السحر جلوسيرك الذي يأتي مصحوبًا بكتاب التعاويذ الملكي. ضممت الشخصية بشكل كبير لتتقارب مع إحدى شخصيات مسلسل سيلور مون. في الأصل كانت نجمة عبارة عن فتاة في الصف الرابع تتأثر كثيرًا بمسلسل الأنمي سيلور مون وتتمنى أن تصير أميرة سحرية على الرغم من عدم وجود قويً فعلية لها في هذا التصميم الأولي لصفات الشخصية. قامت نيفس بإلقاء العديد من التعديلات للشخصية في تصميمها وسنها حتى وصلت لعمرٍ أكبر عندما قامت بتقديم المسلسل لديزني أول مرة، حيث رشحوا فكرة كون نجمة نفسها ذات قويً سحرية، مما أدى إلى العديد من التغيرات في الشخصية حتى وصلوا إلى مبدأ التبادل الطلابي. نجمة تعتبر أول أداء صوتي للفتاة الشابة إدين شير من مواليد عام 1991.
- ماركو دياز (بالإنجليزية: Marco Diaz)‏ أو الفتى الحذر كما يذكر في نجمة تأتي إلى الأرض أولى حلقات المسلسل. هو بطل المسلسل ويتشاطر مع نجمة الغالبية العظمى للأحداث. يعيشان سويًا في منزل أبويه السيد والسيدة دياز ويتمتع ماركو بحرصه الشديد ومهاراته القتالية بعد تدربه على رياضة الكاراتية مع مدربه سينسي. يصبح ماركو أفضل صديق لنجمة طوال رحلتها الطويلة في تدريبها في بعد الأرض، ماركو قام بمساعدة نجمة من أول معاركها على كوكب الأرض نتيحة مهارته القتالية إلتي أعانته على هذا الفعل. صممت الشخصية في باديء الأمر لتكون شخصية متأثرة بمسلسل دراغون بول زد ورياضة الكراتية. بعد تغير شخصية نجمة وفقدانها التأثر بمسلسل سيلور مون المخطط له سبقًا، شعرت نفسي بضرورة وجود توازنٍ بين الشخصيتين فقررت التعديل على صفاته الأساسية ليصبح أقرب إلى الرجل الملتزم والحرص. بعض صفات ماركو إقتبستها نيفسي عن زوجها.
- لودو (بالإنجليزية: Ludo)‏ هو شرير الموسم الأول من المسلسل. طرد لودو أبويه من قلعتهما -قلعة أفوريس- وأستولى عليه لصالحه هو وعصابته عندما كانو في أجازة ويتمتع بهدفه الأسمى وهو الإستيلاء على عصا نجمة السحرية طيال أحداث الموسم الأول. قصير ولديه بشرة تتمتع باللون الرمادي في نهاية الموسم يعثر لودو على نصف جوهرة عصا نجمة السحرية واقعة باللون الأخضر على عصا يد مدفونة وسط الثرى.
- توفي (بالإنجليزية: Toffe)‏ الشرير الأكبر طيلة أحداث المسلسل، له قابلية على التجدد من أطرافه أو تجديد أي من أطرافه. حارب قبلًا عائلة نجمة مما أستدعي موون لمحاربته وإستطاعت إلقاء تعويذة من تعاويذ السحر الأسود عليه منعته من تجديد أصبع أحد أطرافه. يظهر لأول مرة في حلقة كعكات الثروة (بالإنجليزية: Fortune Cookies)‏. بشكل ذكي يتسطيع توفي طرد لودو من قلعته وإثارة أتباعه عليه. يجبر توفي أن تقوم نجمة بألقاء تعويذة تعرف بأسم تعويذة الهمس التي تؤدي بخسارتها نصف عصاها السحرية بالإضافة إلى تفجير قلعة أفوريوس. يختفي توفي داخل نصف عصا نجمة بداية من حلقة عصف القلعة (بالإنجليزية: Storm the Castle)‏ في أثناء الانفجار الناتج عن تعويذة الهمس، ويعاود الظهور صوتًا في جسد لودو في حلقة الطريقة الصعبة (بالإنجليزية: The Hard Way)‏ حيث يدفع لودو للعثور على تعويذة سحر أسود تجعله قادرًا على العودة في جسد لودو وتملكه. يحارب توفي أعضاء المجلس الأعلى لميوني في حلقة نجمة المحطمة (بالإنجليزية: Star Crushed)‏ ويتغلب عليهم مع امتصاص قواهم السحرية.
- السيد والسيدة دياز (بالإنجليزية: Mr. & Mrs. Diaz)‏ هما والدا ماركو. يستقبلان نجمة في بيتهما كجزء من برنامج تبادل طلابي منذ أول حلقات المسلسل وصولًا لحلقة نجمة كرشد والتي عرضت نهايات فبراير 2017. أستقبل السيد والسيدة دياز عدد من الطلاب في بيتهما من قبل.
- جاكي لن توماس (بالإنجليزية: Jackie Lynn Thomas)‏ إحدى طالبات مدرسة إكو كريك التي يتواجد فيها ماركو ونجمة. تعد جاكي هي حب ماركو الأول منذ أن كان صغيرًا. تؤثر جاكي في حياة نجمة وحبها لماركو بشكلٍ كبير بداية من منتصف الموسم الثاني.
- بثينة (بالإنجليزية: Pony Head)‏ هي صديقة نجمة من مملكة رءوس المهور المتواجدة بالعالم العلوى في بعد نجمة المدعو ميوني من فصيلة رءوس المهور الطائرة، واحدة من عدة فصائل موجودة في بعد ميوني بعالميه السفلي والعلوى. تعتبر بثينة هي أقرب أصدقاء نجمة لها في ميوني وكثيرًا ما تشراكا سويًا أقامة الحفلات مع صديقتاهن بمكان يدعى الباونس لاونج (بالإنجليزية: Bounce Lounge)‏. تظهر بثينة لأول مرة في ثاني أجزاء أول حلقات الموسم الأول من المسلسل. في أول موسم يقوم والد بثينة، المدعو الملك بثينة بإرسالها إلى مدرسة القسيس أوجلا للأميرات المشاغبات (بالإنجليزية: St. Ogla School for Wayward Princess)‏ والتي تعتبر أشبه بسجن للأميرات حتى أستطاع ماركو ونجمة تغير سياسات المدرسة بالثورة التي أحدثاها محاولين إنقاذ صديقتهم بثينة.
- توم هو أمير مملكة العالم السفلي لميوني، يحاول مواعدة نجمة عدة مرات طيل أحداث المسلسل. كره ماركو بشكل كبير منذ أول لقاء بينهم.
- فرجسن والونزو (بالإنجليزية: Fergsun & Alonso)‏ هما صديقا ماركو العزيزان من مدرسة إكو كريك المتوسطة.
- مجلس السحر الأعلى (بالإنجليزية: Magical High Commision)‏ هو مجلس يتكون من خمس أفراد بمملكة ميوني. يتضمن أعضائه ليكميت رئيس المجلس وهيكابو والملكة موون ورهومبيوليس وأومنيتركسس برايم.

## الأداء الصوتي
- نجمة الزاهية - إدين شير (النسخة العربية: أميرة عامر)
- ماركو دياز - آدم ماك آرثر (النسخة العربية: هاشم هاني)
- لودو - آلن تودك (النسخة العربية: عهدي صادق)
- السيد والسيدة دياز - آرت بتلار ونيا فاردالوس
- بثينة - جيني إسليت (النسخة العربية: أماني البحطيطي)
- الملك بترفلاي (السيد ريفر) - آلن تودك
- الملكة بترفلاي (الملكة موون) - جراي جريفن
- فرجسن وألونزو - نيت تورنس ومات تشابمان
- السيدة سكلنيك - دي دي ريشير
- جاكي لن توماس - جراي جريفن
- المعلم سينسي - نك سوردسون
- أوزكار - جون هيدر
- توم - رايدر سترونج
- جلوسيرك - جيفري تامبور
- توفي - ميشيل هال
- جانا - آببي إليوت

## النسخة العربية

### الأداء الصوتي
- أميرة عامر - نجمة الزاهية
- هاشم هاني - ماركو دياز
- عهدي صادق - لودو
- أماني البحطيطي - بثينة
- هاني عبد الحي - فرجسن/الملك بوني هيد
- أسماء سمير إبراهيم
- جهاد أبو العينين
- رامي الطنباري
- مروة فرج
- مصطفى البراء
- نيفين السكري
- وائل شاهين

### الطاقم التقني
ستوديو الدوبلاج: مصرية ميديا
إخراج الحوار: أسماء سمير
إخراج الغناء: جيهان الناصر
ترجمة الحوار: هدى فرنسيس
مشرف فني: فيرجيني كورجيناي
مدير فني: بوعلام لامين

## روابط خارجية
- نجمة ضد قوى الشر على موقع IMDb (الإنجليزية)
- نجمة ضد قوى الشر على موقع كينوبويسك (الروسية)
- نجمة ضد قوى الشر على موقع ألو سيني (الفرنسية)
- نجمة ضد قوى الشر على موقع قاعدة بيانات الفيلم (الإنجليزية)